# 냥고 스타
냥고 스타(Nyango Star, 일본어: にゃんごすたー)는 일본 아오모리현 구로이시시의 마스코트이자 드러머인 유루캬라이다. 이 캐릭터는 사과와 고양이의 합성이다. 그의 이름은 비틀즈의 드러머 링고 스타에서 영감을 받았다. 익명의 연기자가 연기하는 냥고 스타는 헤비 메탈 드럼을 연주한다. 이 캐릭터의 콘서트와 상품 판매는 인구감소를 겪고 있는 농업 지역인 구로이시시의 수입과 주목을 증가시킨다. 냥고 스타가 호빵맨의 주제가를 연주하는 영상은 2019년에 일본에서 바이럴 영상이 되었고 이듬해 국제적인 인터넷 밈이 되었다. 그는 가장 유명한 유루캬라 중 하나이다.

## 캐릭터

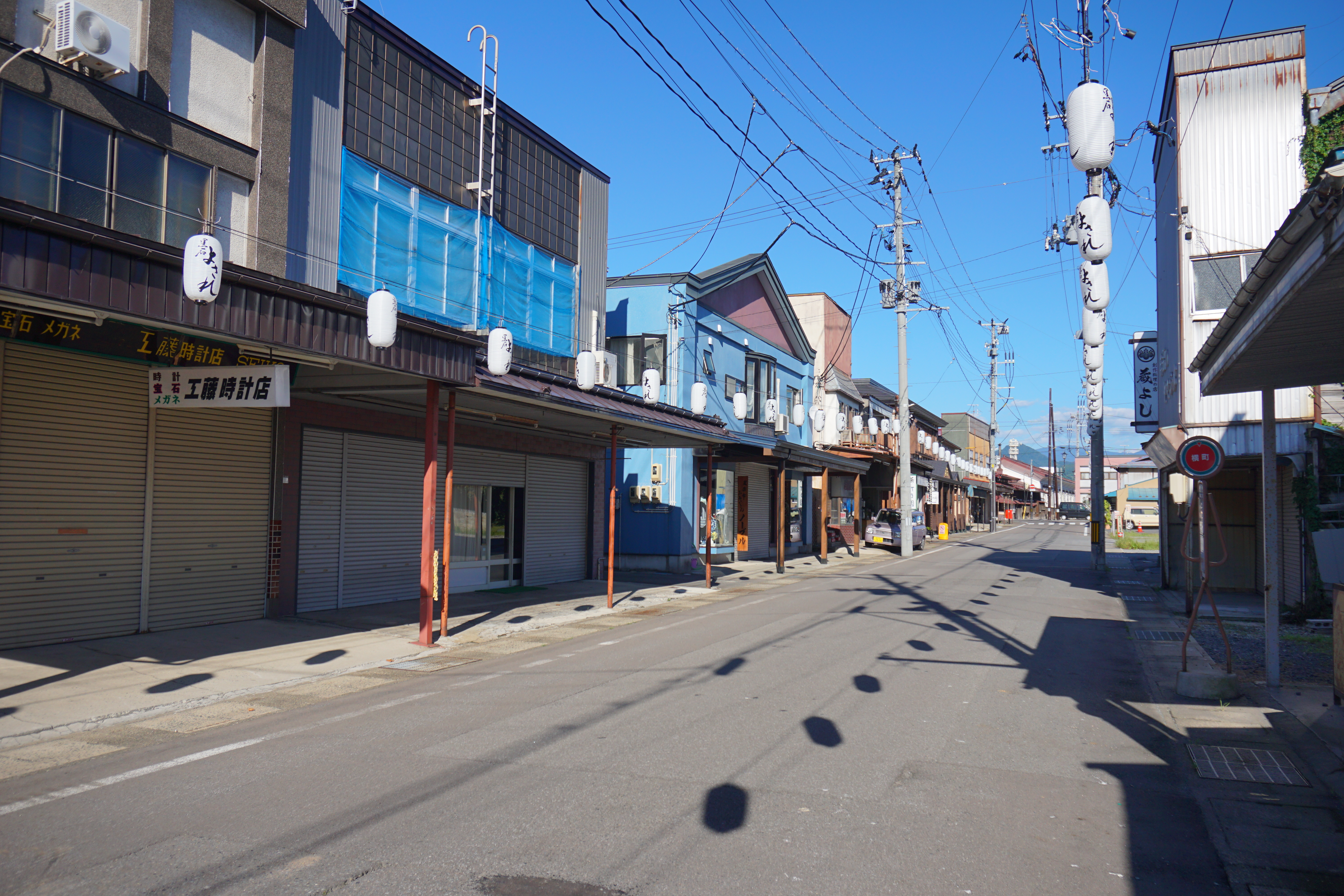
냥고 스타의 고향인 구로이시시

냥고 스타는 일본의 마스코트 유형인 유루캬라로, 지자체가 관광을 늘리기 위해 사용한다. 그는 일본 북동부 아오모리현 중심부에 있는 농업 공동체인 구로이시시를 대표한다. 구로이시시는 일본의 고령화처럼 고령화 인구를 가지고 있으며, 2019년 인구감소율은 전국 평균의 두 배였다. 이 지역은 도호쿠 지방 태평양 해역 지진에서 회복되었다. 냥고 스타의 공연과 상품 판매는 구로이시시의 자금원이 되며, 캐릭터에 대한 관심은 시의 인지도를 높인다.
이 캐릭터는 사과와 고양이의 괴물 하이브리드이다. 사과 디자인은 아오모리현의 사과 산업에서 영감을 받았다. 그는 귀엽고 어린이 취향의 디자인을 가진 플러시 마스코트이다. 그의 이름은 일본어 야옹(にゃん, nyan)과 사과 (林檎, ringo)에 드러머 링고 스타의 이름을 결합한 것이다. 그의 가상 뒷이야기에서 냥고 스타는 사과밭에서 죽어 사과로 환생한 고양이였고, 원래 형태로 돌아가려면 유명한 음악가가 되어야 한다.
냥고 스타는 빠르고 헤비 메탈 또는 데스 메탈 스타일로 드럼을 연주한다. 그는 어린이들을 위한 콘서트와 더 큰 콘서트 및 음악제에서 공연한다. 그는 유튜브 채널을 운영하며 슬립낫, BABYMETAL, 린킨 파크, Skyrim 사운드트랙의 노래를 포함한 노래들의 커버 (음악)를 연주한다. 그는 골든 봄버 밴드의 키류인 쇼와 같은 일본 음악가들과 함께 공연했다. 2019년, 냥고 스타의 유튜브 채널은 누 메탈 밴드 맥시멈 더 호르몬과 함께 그들의 노래 "Shimi"를 연주하는 비디오를 게시했다.
캐릭터의 창작자가 냥고 스타로 연기하고 그의 권리를 소유하고 있다. 공연자는 익명으로, 이는 유루캬라의 일반적인 관례이다. 캐릭터 상품은 빙 그룹(Being Group)에서 생산되며 헬로키티와의 협업도 포함되었다. 냥고 스타는 펩시, 영화 보헤미안 랩소디 (영화), 사과맛 요구르트와 같은 제품 광고에 출연했다.

## 인기도 및 평가
냥고 스타가 호빵맨 주제가를 드럼 연주하는 영상은 2017년 3월 X (소셜 네트워크)에서 바이럴 영상이 되었으며, 90,000회 이상의 리트윗과 110,000회 이상의 좋아요를 받았다. 이는 그를 일본의 유명 인사로 만들었고, 팬들은 그에게 오토그래프를 요청했다. 냥고 스타의 호빵맨 공연은 음악 작가 에릭 앨퍼가 2018년 10월 "직업에 비해 너무 과도한 자격을 가졌을 때"라는 캡션과 함께 X에 게시한 후 다시 바이럴이 되었다. 이 비디오는 인터넷 밈이 되었고 그는 국제적인 명성을 얻었다. 냥고 스타와 구로이시시는 바이스 뉴스의 2019년 다큐멘터리 주제가 되었다.
냥고 스타는 가장 유명한 유루캬라 중 하나이다. 얼티밋 기타의 독자 설문 조사에서 2010년대 최고의 신인 드러머 15명 중 냥고 스타는 0위인 윌 페럴에 이어 1위를 차지했다.